# Monceaux-en-Bessin
Monceaux-en-Bessin è un comune francese di 486 abitanti situato nel dipartimento del Calvados nella regione della Normandia.

## Società

### Evoluzione demografica
Abitanti censiti